# Physiculus cyanostrophus
Physiculus cyanostrophus är en fiskart som beskrevs av Anderson och Tweddle 2002. Physiculus cyanostrophus ingår i släktet Physiculus och familjen Moridae. Inga underarter finns listade i Catalogue of Life.